# Clubiona kasanensis
Clubiona kasanensis este o specie de păianjeni din genul Clubiona, familia Clubionidae, descrisă de Paik, 1990. Conform Catalogue of Life specia Clubiona kasanensis nu are subspecii cunoscute.